# Boris Aronson
Boris Solomonowitsch Aronsson (in russo Борис Соломонович Аронсон?, traslitterazione anglosassone Boris Aronson; in ucraino: Борис Соломонович Аронсон; Kiev, 15 ottobre 1898 – New York, 16 novembre 1980) è stato uno scenografo russo naturalizzato statunitense.

## Biografia
Boris Aronson nacque a Kiev, allora parte della Russia imperiale, figlio di un rabbino. Dopo aver studiato arte, divenne apprendista della scenografa e costumista Aleksandra Aleksandrovna Ėkster, che lo presentò ai registi Aleksandr Jakovlevič Tairov e Aleksandr Jakovlevič Tairov e Vsevolod Ėmil'evič Mejerchol'd. Da essi Aronson apprese ed adottò lo stile del costruttivismo, che in quegli anni contrastava con il realismo di Konstantin Sergeevič Stanislavskij. Dopo aver lavorato a Mosca e Berlino, dove espose i suoi lavori con quelli di El Lissitzky e Naum Gabo, nel 1923 si trasferì a Manhattan, dove cominciò a disegnare scenografie per il teatro yiddish. Successivamente cominciò a lavorare come scenografo, costumista e lighting designer a Broadway, dove curò l'aspetto estetico di trentaquattro opere di prosa e tre musical tra il 1934 ed il 1952.
Nel 1953 ottenne uno dei suoi più grandi successi quando curò le scenografie della produzione originale de Il crogiuolo di Arthur Miller, un successo che replicò nel 1955 quando disegnò l'adattamento teatrale Premio Pulitzer de Il diario di Anna Frank. Negli anni sessanta e settanta si dedicò soprattutto al musical, disegnando le produzioni del debutto di musical come Fiddler on the Roof, Cabaret, Company, Follies, A Little Night Music e Pacific Overtures. Per il suo lavoro a Broadway è stato candidato a tredici Tony Award, vincendone sei. Ricevette anche la Guggenheim Fellowship per i suoi meriti artistici. Collaborò spesso anche con il Metropolitan Opera, curando le scenografie di opere e balletti, tra cui lo Schiaccianoci di Mikhail Baryshnikov.
È stato sposato con Lisa Jalowetz dal 1945 alla sua morte, avvenuta nel 1980. È sepolto all'Oak Hill Cemetery di Nyack.

## Riconoscimenti
- Tony Award alla miglior scenografia:
  - 1951 - Season in the Sun, La rosa tatuata, The Country Girl
  - 1967 - Cabaret
  - 1969 - Zorba
  - 1971 - Company
  - 1972 - Follies
  - 1976 - Pacific Overtures
- Drama Desk Award alla miglior scenografia:
  - 1969 - Zorba
  - 1970 - Company
  - 1971 - Follies
  - 1976 - Pacific Overtures